# Kyle Breitkopf
Kyle Harrison Breitkopf (* 13. Juli 2005 in Toronto) ist ein kanadischer Schauspieler und Synchronsprecher.

## Leben und Karriere
Breitkopf begann mit vier Jahren zu Schauspielern, nachdem eine Filmproduktion nahe seinem Haus sein Interesse geweckt hatte, worauf er in Kurzfilmen und der Werbung auftrat. Mit sechs Jahren spielte er in dem Film Die Bestimmer – Kinder haften für ihre Eltern neben Billy Crystal und Bette Midler, was ihm zwei Nominierungen bei den Young Artist Awards 2013 einbrachte, darunter als bester Nebendarsteller unter zehn Jahren in einem Film. Im folgenden Jahr erhielt er eine weitere Nominierung für eine Gastrolle in der Fernsehserie Satisfaction und wurde mit einem YAA ausgezeichnet für den Fernsehfilm Catch a Christmas Star.
Längere Serienrollen folgten in Being Human und The Whispers. Seit 2015/2016 spricht Breitkopf die Hauptrollen in den animierten Kinderserien PJ Masks – Pyjamahelden und Rusty Rivets. 2018 spielte er in der einzigen Doppelfolge der Gruselserie für Kinder Einfach unheimlich. Auf Netflix war er 2019 in dem Film The Silence und der Serie V-Wars neben Ian Somerhalder zu sehen. Auf YouTube startete er seine eigene Show Getting Kandid With Kyle, in der er als Moderator prominente Gäste interviewt, darunter in der ersten Staffel etwa Tony Hawk und David Arquette.

## Filmografie
- 2010: Breaking Point (Kurzfilm)
- 2010: Now & Then (Kurzfilm)
- 2010–2011: Mind’s Eye The Series (Fernsehserie, 6 Episoden)
- 2011: Boss of Me (Kurzfilm)
- 2011: Rookie Blue (Fernsehserie, 1 Episode)
- 2011: Against the Wall (Fernsehserie, 1 Episode)
- 2011: Out of Touch (Kurzfilm)
- 2012: Die Bestimmer – Kinder haften für ihre Eltern (Parental Guidance)
- 2013: Satisfaction (Fernsehserie, 1 Episode)
- 2013: Saving Hope (Fernsehserie, 2 Episoden)
- 2013: Catch a Christmas Star (Fernsehfilm)
- 2013–2014: Being Human (Fernsehserie, 6 Episoden)
- 2014: Overwatch: Exhibit (Kurzfilm, Synchronstimme)
- 2014: Odd Squad – Junge Agenten retten die Welt (Odd Squad, Fernsehserie, 4 Episoden)
- 2015: The Whispers (Fernsehserie, 13 Episoden)
- 2015–2020: PJ Masks – Pyjamahelden (PJ Masks, Animationsserie, Synchronstimme, Hauptrolle)
- 2016–2020: Rusty Rivets (Animationsserie, Synchronstimme, Hauptrolle)
- 2016–2017: Sigmund and the Sea Monsters (Fernsehserie, 7 Episoden)
- 2017: Cyberchase (Animationsserie, Synchronstimme, 1 Episode)
- 2017: Mutt & Stuff (Animationsserie, Synchronstimme, 2 Episoden)
- 2017: Beyond the Sun
- 2017: Wunder (Wonder)
- 2018: Einfach unheimlich (Creeped Out, Fernsehserie, 2 Episoden: Nebenvorstellung, Teil 1 & 2)
- 2019: The Silence
- 2019: V-Wars (Fernsehserie, 10 Episoden)
- seit 2019: Getting Kandid With Kyle (Webserie, Moderator)
- 2020: Barkskins (Fernsehserie, 5 Episoden)
- 2020: Corn & Peg (Animationsserie, Synchronstimme, 3 Episoden)
- 2022: Workin’ Moms (Fernsehserie, 9 Episoden)
- 2022–2024: Ruby and the Well (Fernsehserie, 14 Episoden)
- 2024: Queen of Bones

### Videospiel-Synchronisation
- 2016: Overwatch
- 2016: World of Warcraft: Legion

## Auszeichnung und Nominierungen
Young Artist Awards 2013
- Bester Nebendarsteller in einem Spielfilm, zehn Jahre oder jünger – Nominierung für Die Bestimmer – Kinder haften für ihre Eltern
- Beste Besetzung in einem Spielfilm – Nominierung für Die Bestimmer – Kinder haften für ihre Eltern mit Bailee Madison und Joshua Rush

Young Artist Awards 2014
- Bester Jungdarsteller in einem Fernsehfilm, Miniserie, Special oder Pilotfilm – Gewinner für Catch a Christmas Star
- Bester Gastdarsteller in einer Fernsehserie, zehn Jahre oder jünger – Nominierung für Satisfaction